# Vivere o niente (singolo)
Vivere o niente è una canzone del cantautore Vasco Rossi, uscita nelle radio il 27 novembre 2012. La canzone fa parte dell'omonimo album Vivere o niente uscito il 29 marzo 2011 ed è il quarto singolo estratto da esso, ottava traccia del disco. Il brano anticipa il DVD Live Kom 011: The Complete Edition in uscita il 27 novembre. Questo è l'ultimo singolo estratto dall'omonimo album.

## Descrizione
Il brano è stato composto da Rossi con la collaborazione di Tullio Ferro e Guido Elmi . Rossi ha spiegato che "vivere o niente" non significa "vivere o morire", ma semplicemente vivere senza sprecare le occasioni che ci si presentano in ogni istante della vita.

## Formazione
- Vasco Rossi - voce
- Matt Laug - batteria
- Claudio Golinelli - basso
- Stef Burns - chitarra
- Alessandro Magri - tastiera, strumenti ad arco
- Guido Elmi, Nicola Venieri - programmazione
- Clara Moroni, Andrea Innesto, Frank Nemola - cori